# Bundibudgio ebolavirus
Bundibudgio ebolavirus (еболавірус Бундібаджіо, BDBV) — вид вірусів роду Ebolavirus родини філовірусів (Filoviridae) порядку Mononegavirales. Один із збудників небезпечної для людини хвороби, яку спричинює вірус Ебола. Вірус вперше виявлений у 2007 році в районі Бундібаджіо (звідси назва вірусу) у західній Уганді під час епідемії хвороби, в результаті якої загинуло 37 людей з 149 випадків захворювання (летальність 25 %). У 2012 році в Східній провінції Демократичній Республіці Конго сталася друга епідемія, яку спричинив Bundibudgio ebolavirus. Тоді захворіло 57 людей, з який померло 29 осіб (летальність 51 %).